# William Alvord
William Alvord (Albany, 3 gennaio 1833 – San Francisco, 21 dicembre 1904) è stato un politico e banchiere statunitense, 14° sindaco di San Francisco.

## Vita e politica
Alvord nacque ad Albany, nello stato di New York, figlio di William e Mary Elizabeth (Whitney) Alvord. Frequentò la Albany Academy. Si trasferì a New York nel 1850, e iniziò a lavorare nel commercio della ferramenta. Nel 1853 andò in California e stabilì il suo business a Marysville, in seguito spostandosi a San Francisco.
A San Francisco, stabilì un'impresa di importo di ferramenta all'ingrosso, poi creando una collaborazione con Richard Patrick. Alvord costruì un commercio esteso, ma l'applicazione agli affari ebbe un effetto sulla sua salute. Alla fine, vendette la sua porzione delle azioni a Patrick e andò in Europa per ristabilizzare la sua salute.
Al suo ritorno, nel 1871, fu nominato Sindaco di San Francisco con il partito Repubblicano. Alvord fu eletto con un margine significativo, ricoprendo il ruolo dal 4 Dicembre 1871 al 30 Novembre 1873. Un ritratto di Alvord dipinto da Benoni Irwin, circa 1872, fa parte della collezione dello Smithsonian American Art Museum.
In seguito, Alvord si spostò verso est per comprare dei macchinari per le Pacific Rolling Mills, di cui era uno dei progettatori e più tardi ne fu il presidente. Era anche associato con Ridson Iron e Locomotive Works. Quando la Bank of California crollò nel 1875, la aiutò a ristabilizzarsi con una solida base finanziaria.
Quando Darius Odgen Mills, presidente della Bank of California, andò in pensione nel 1878, Alvord fu eletto come suo successore. Sotto la sua amministrazione, la banca diventò uno dei principali centri di scambio tra i mercati di denaro europei e quelli del Giappone e della Cina.
Fu proprio Alvord che, nel 1887, avvisò James C. Flood dei segni di irregolarità nella Nevada Bank di San Francisco, aiutando Flood ad evitare il collasso della Nevada Bank dalla speculazione del suo dipendente.
Negli affari civici, a parte la sua carica di Sindaco di San Francisco, Alvord fu sia assessore dei parchi e commissario della polizia. Aiutò anche ad organizzare una funzione in memoria di Ulysses S. Grant nel 1885 e William McKinley nel 1901.
Fu presidente della American Forestry Association negli anni 1890-91, presidente della Astronomical Society of the Pacific nel 1898, e inoltre ricoprì la carica di presidente della California Academy of Schools.
Alvord rimase presidente della Bank of California fino alla sua morte, a San Francisco, causata da un collasso cardiaco dovuto a problemi ai bronchi. Homer S. King lasciò Wells Fargo & Company nel Gennaio del 1905 per succedergli come presidente della banca.
I suoi documenti, datati circa dal 1874 al 1904, sono preservati nella Bancroft Library alla University of California, Berkeley.